# Biblioteca Pública de Detroit
La Biblioteca Pública de Detroit (en inglés, Detroit Public Library) es el segundo sistema de bibliotecas más grande del estado estadounidense de Míchigan por volumen (después de la Biblioteca de la Universidad de Míchigan) y es el vigésimo primer sistema de bibliotecas más grande (y el cuarto sistema de bibliotecas públicas más grande) en los Estados Unidos. Está compuesto por la Biblioteca Principal en Woodward Avenue, que está situada en Midtown Detroit y alberga las oficinas administrativas de la biblioteca y 23 sucursales en toda la ciudad. La Biblioteca Principal es parte del Distrito Histórico del Centro Cultural de Detroit que figura en el Registro Nacional de Lugares Históricos adyacente al campus de la Universidad Estatal Wayne y frente al Instituto de Artes de Detroit.
Diseñada por Cass Gilbert, la Biblioteca Pública de Detroit se construyó con mármol de Vermont y molduras serpenteantes de mármol italiano en un estilo neorrenacentista italiano. Su hijo, Cass Gilbert, Jr. fue socio de Francis Keally en el diseño de las alas adicionales de la biblioteca agregadas en 1963. Entre otros edificios, Gilbert diseñó el Edificio de la Corte Suprema de los Estados Unidos en Washington D. C., el Capitolio de Minnesota y el Woolworth Building en la Nueva York.

## Historia
Una biblioteca pública independiente en Detroit data de 1865. Una ley estatal de 1842 que requería que la Junta de Educación de Detroit abriera una biblioteca resultó en la apertura de una sala de lectura pública el 25 de marzo de 1865 en la antigua Capitol High School en las calles State y Griswold. En 1872, la Biblioteca Center Park abrió al otro lado de la calle de la ubicación actual de Skillman Branch en Downtown Detroit en Avenida Gratiot y la calle Library. La primera biblioteca sucursal se abrió en 1897 cuando se abrió al público la biblioteca de la Comisión de Agua de Detroit; en 1905 esta biblioteca fue entregada a la Comisión de Bibliotecas de Detroit.

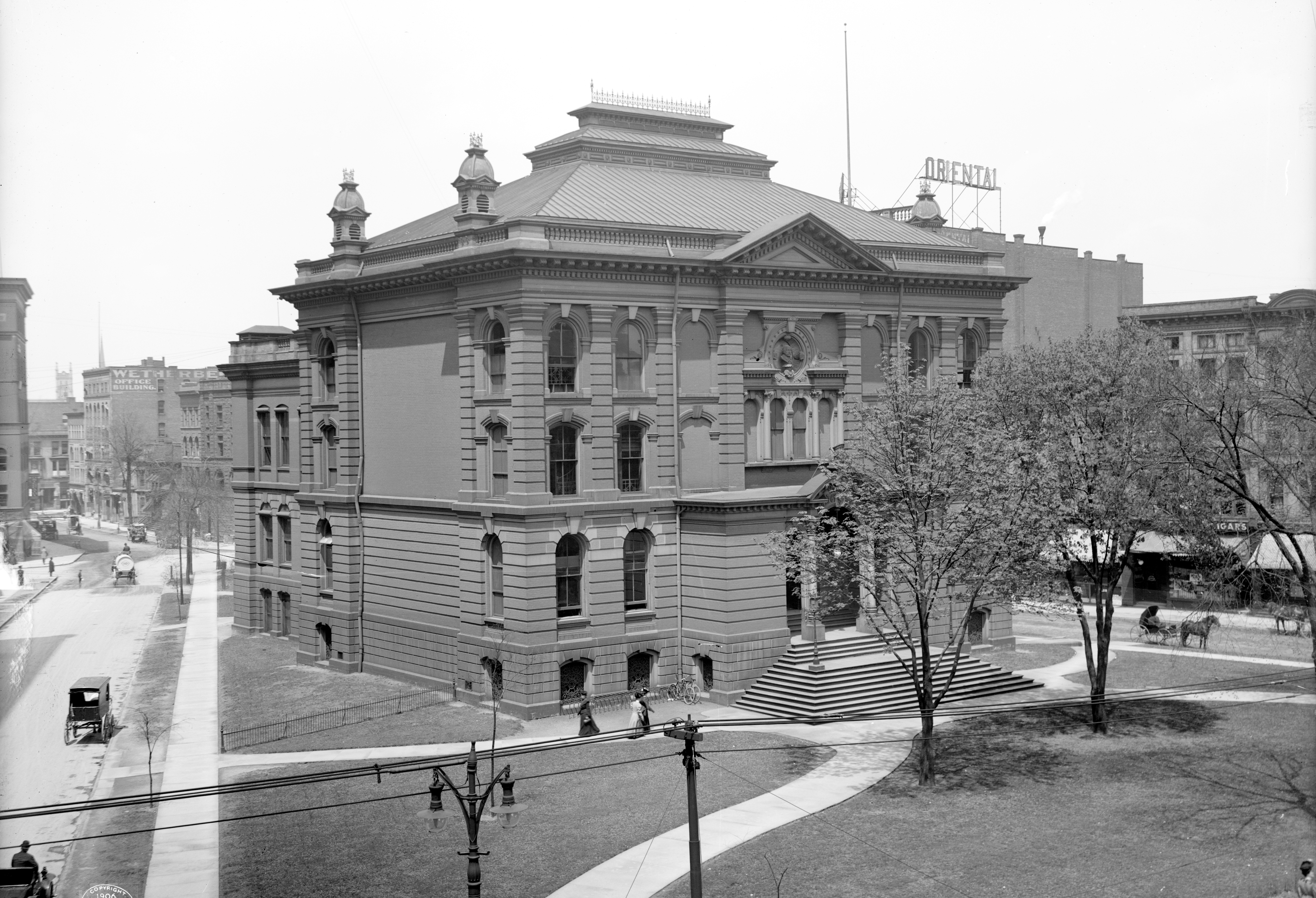
El primer edificio de la biblioteca, construido en 1872 en Downtown Detroit.

Varias sucursales adicionales abrieron poco después, incluida una en el edificio Old Main de la Universidad Estatal Wayne. Pero no fue sino hasta 1910, cuando Andrew Carnegie, el gran filántropo bibliotecario estadounidense de principios del siglo XX, donó fondos que los habitantes de Detroit decidieron construir una biblioteca central más grande para complementar Center Park. Se compró una propiedad cerca de Woodward y Kirby y en 1912 se le encargó a Cass Gilbert que construyera su diseño de un edificio de estilo renacentista italiano temprano de tres pisos. Debido a los retrasos y la Primera Guerra Mundial, la Biblioteca Principal no abrió hasta el 21 de marzo de 1921. Fue dedicado el 3 de junio de 1921. En 1937, la Biblioteca Pública de Detroit contrató a su primera bibliotecaria afroamericana, Marjorie A. Blakistone ; Blackistone trabajó a lo largo de su carrera para expandir la colección de literatura afroamericana de la biblioteca. El servicio de biblioteca móvil del sistema de bibliotecas comenzó en 1940.

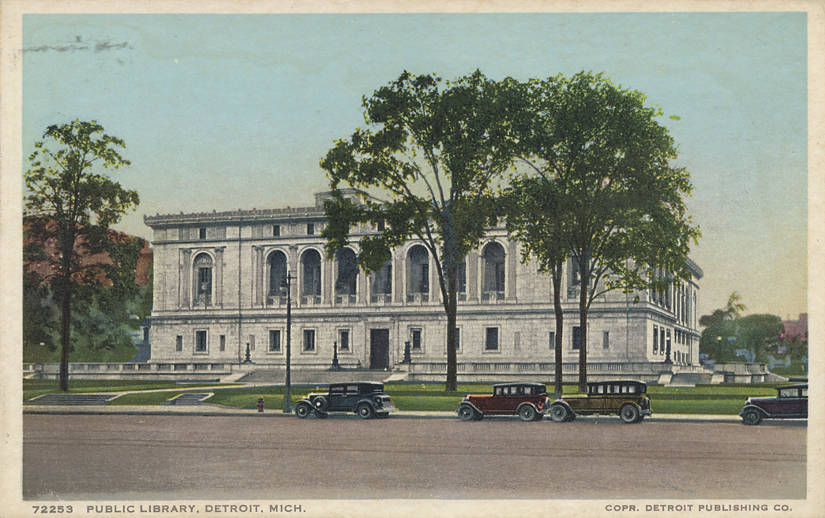
Biblioteca Pública de Detroit de Midtown Detroit, representada en una postal

Después de la Segunda Guerra Mundial, la Biblioteca Pública de Detroit obtuvo "libros proyectados" en microfilm y los prestó con proyectores portátiles a veteranos discapacitados (y otros usuarios con discapacidades) que podían presionar un interruptor debajo de la barbilla más fácilmente que pasar una página.
Las alas norte y sur se abrieron el 23 de junio de 1963 y agregaron una cantidad significativa de espacio al edificio. Las alas se conectaron a lo largo de la parte trasera del edificio original y se creó una nueva entrada en Cass Avenue. Sobre esta entrada hay un mosaico de Millard Sheets titulado El río del conocimiento. Como parte de la ampliación, se agregó un mural tríptico en la pared oeste de Adam Strohm Hall en el tercer piso. El mural del artista local John Stephens Coppin se titula Man's Mobility y describe la historia del transporte. Este mural complementa un mural de triparca en la pared opuesta completado en 1921 por Gari Melchers que representa la historia temprana de Detroit.
En 1970, Clara Stanton Jones se convirtió en la primera afroamericana y la primera mujer en desempeñarse como directora de un importante sistema de bibliotecas en Estados Unidos, como directora de la Biblioteca Pública de Detroit.
La Biblioteca Pública de Detroit también es miembro fundador de la red de bibliotecas del área de Detroit. Inicialmente, la red ejecutó el Sistema Integrado de Bibliotecas (catálogo de la biblioteca en línea) para la biblioteca, pero la biblioteca luego compró sus propios servidores, después de que la era de la computadora central comenzó a decaer, y la biblioteca ahora ejecuta sus propios sistemas. La biblioteca sigue siendo un socio miembro en el consorcio de la red.

## Administración
La Biblioteca Pública de Detroit es una corporación municipal independiente y financiada con fondos públicos. La Comisión de la Biblioteca Pública de Detroit, cuyos miembros son designados por la Junta de Educación de las Escuelas Públicas de Detroit, es la autoridad rectora del sistema. La comisión establece políticas y administra fondos. Hay 7 comisionados de biblioteca, siendo el séptimo comisionado el actual presidente de la Junta de Educación, quien es un comisionado de oficio. Los comisionados de la biblioteca son nombrados por períodos escalonados de 6 años. Hay una reunión general anual donde se elige al presidente, vicepresidente y secretario de la comisión, y reuniones mensuales que se llevan a cabo en la Biblioteca Principal que están abiertas al público. La comisión nombra y contrata al Director, Subdirector y todos los demás empleados son contratados por la comisión, previa recomendación del Director.
El 16 de septiembre de 2014, el exdirector administrativo y de tecnología Timothy Cromer fue sentenciado a 10 años de prisión por su papel en un esquema de sobornos de $1.5 millones".

## Colecciones
La Biblioteca Pública de Detroit ofrece a los usuarios libros, revistas, discos, CD, videos, DVD y materiales electrónicos a través del acceso a bases de datos de suscripción. También alberga la Colección histórica de Burton (llamada así por el historiador y donante Clarence M. Burton), la Colección E. Azalia Hackley (llamada así por Emma Azalia Hackley) y la Colección nacional de historia automotriz. Además, hay colecciones en línea, incluida una sobre los Tigres de Detroit y el locutor de radio del Salón de la Fama del Béisbol Ernie Harwell. La exhibición en línea de Ernie Harwell es parte de la colección histórica de Burton.

## Galería

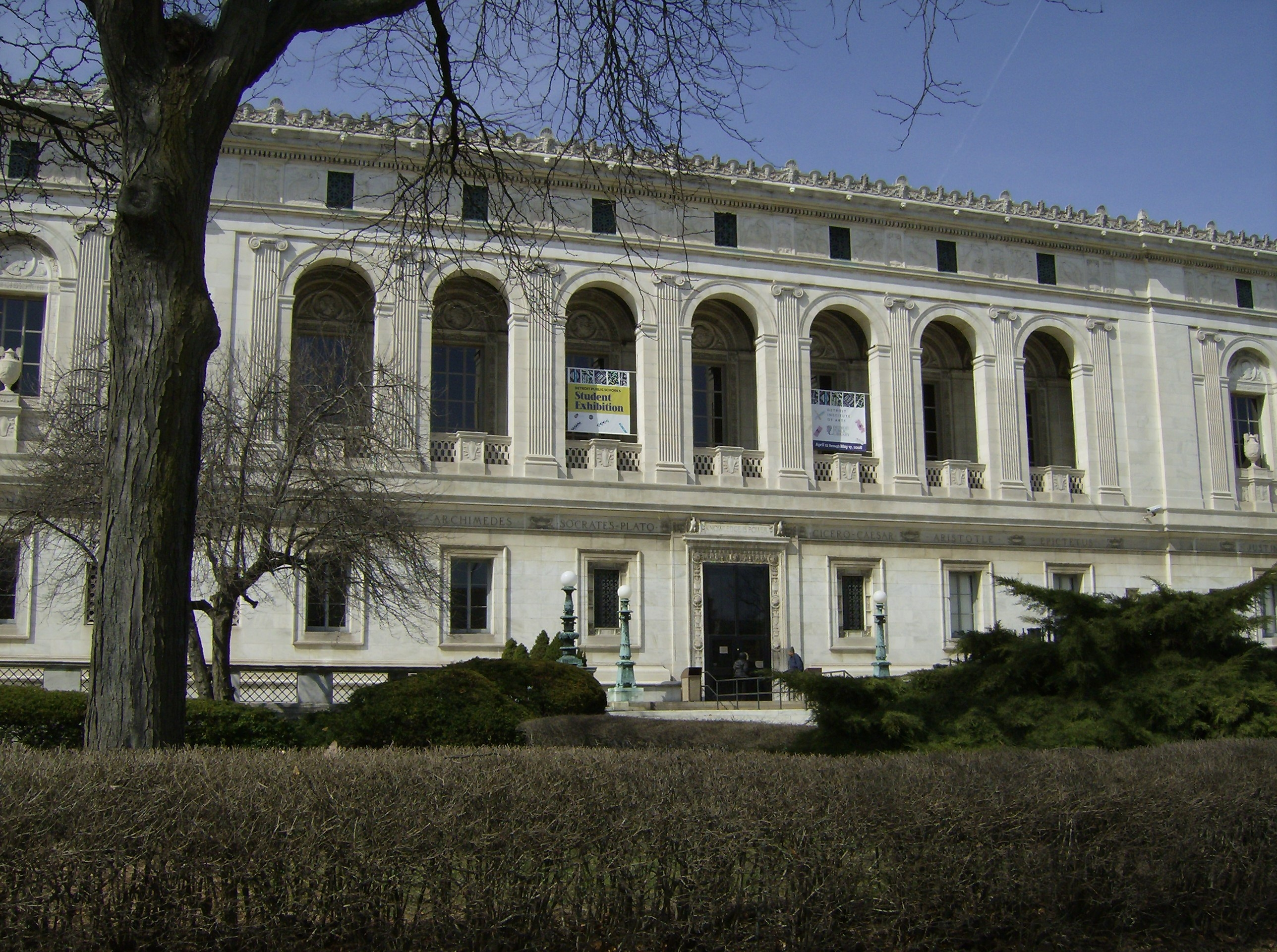
Entrada principal del edificio de estilo renacentista italiano
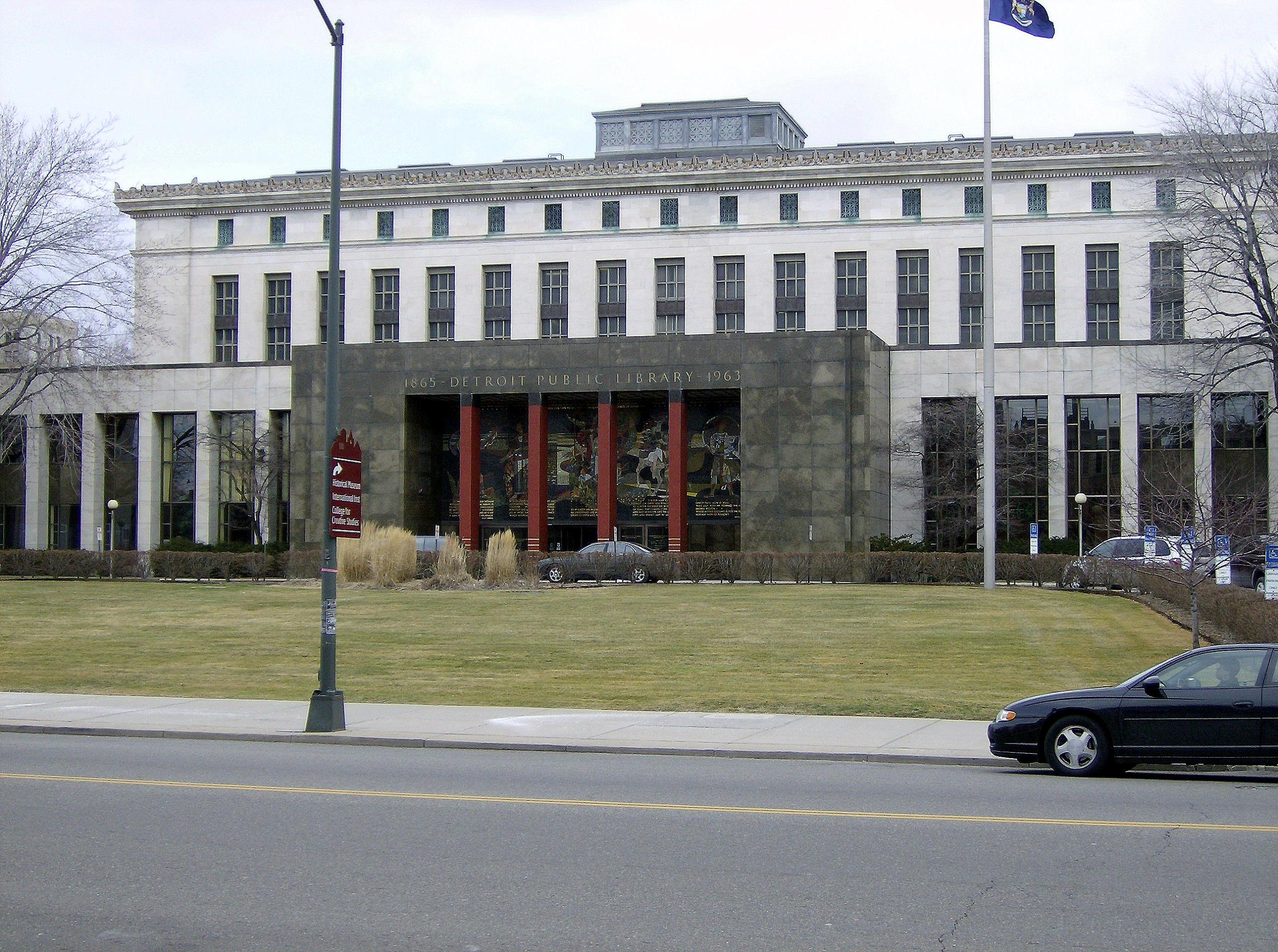
Biblioteca Pública de Detroit, entrada Cass Avenue
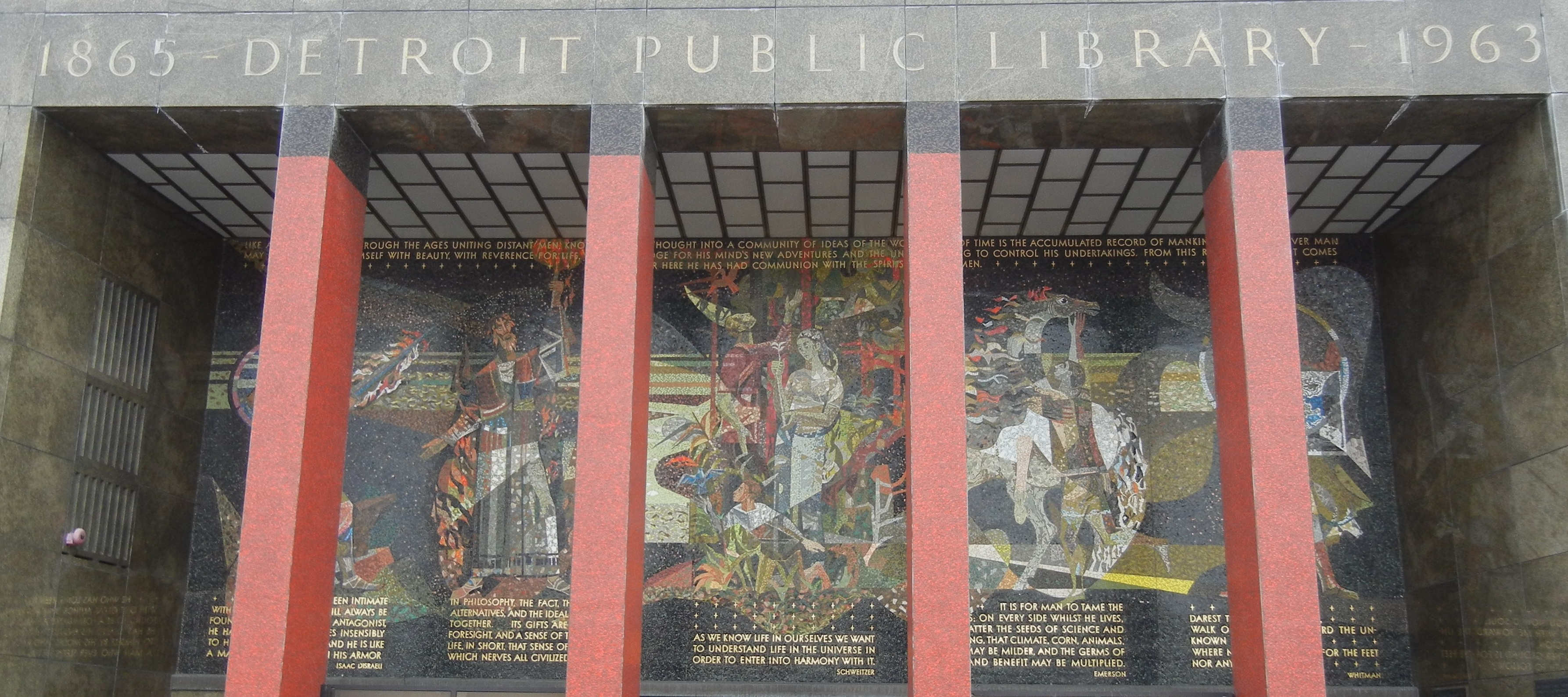
Detalle del mosaico sobre la entrada de Cass Avenue
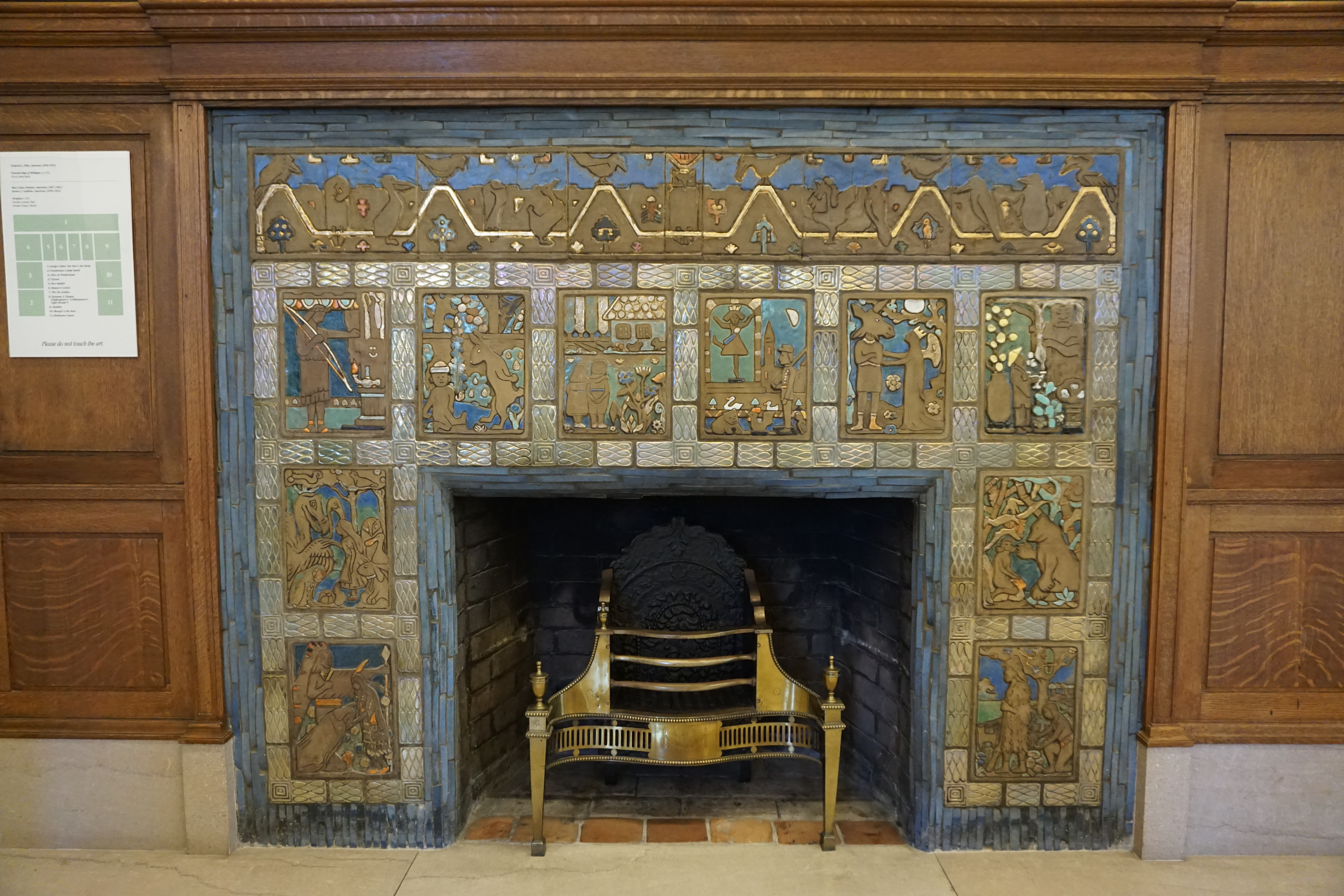
Chimenea Pewabic en el HYPE Teen Center
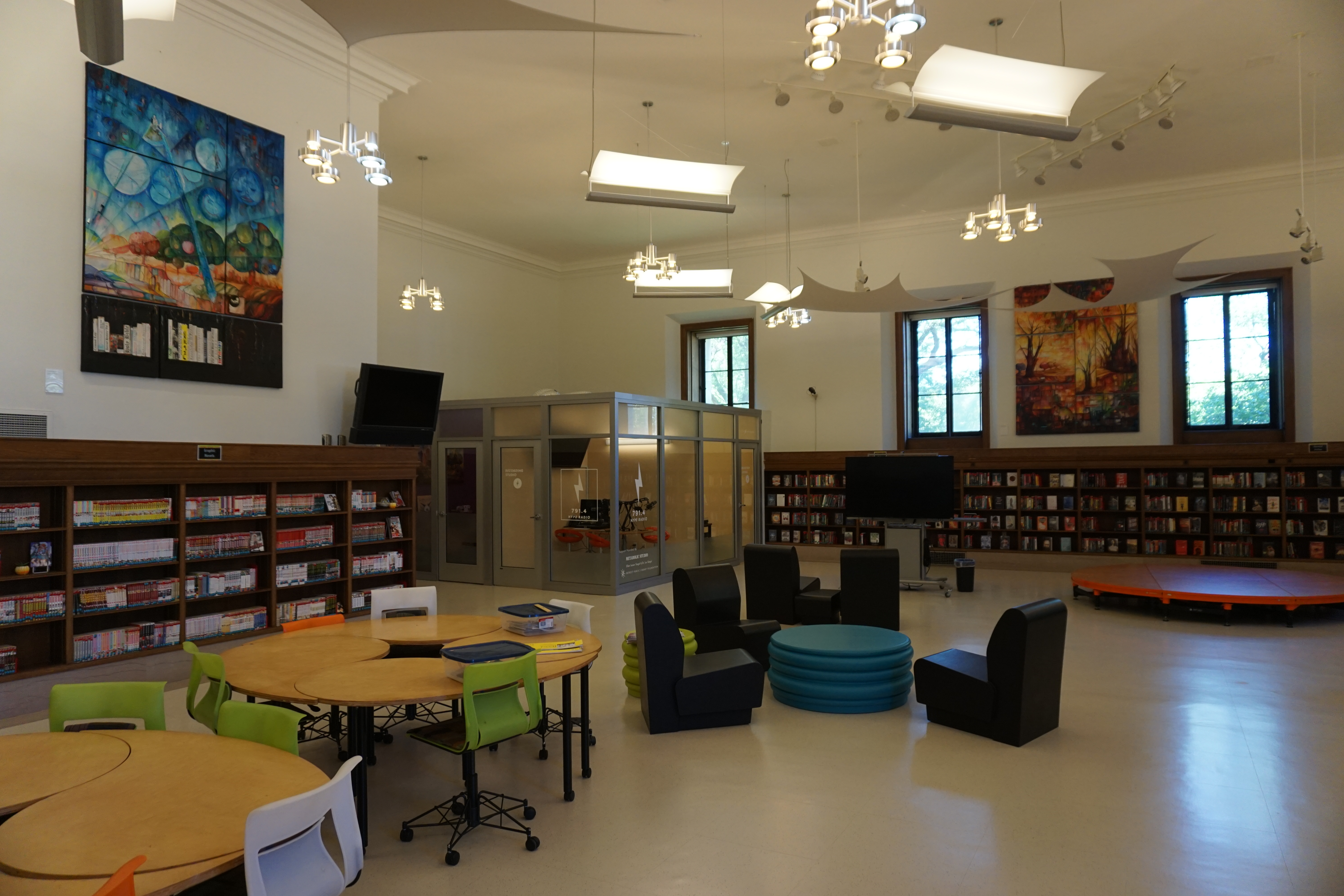
Centro para adolescentes HYPE
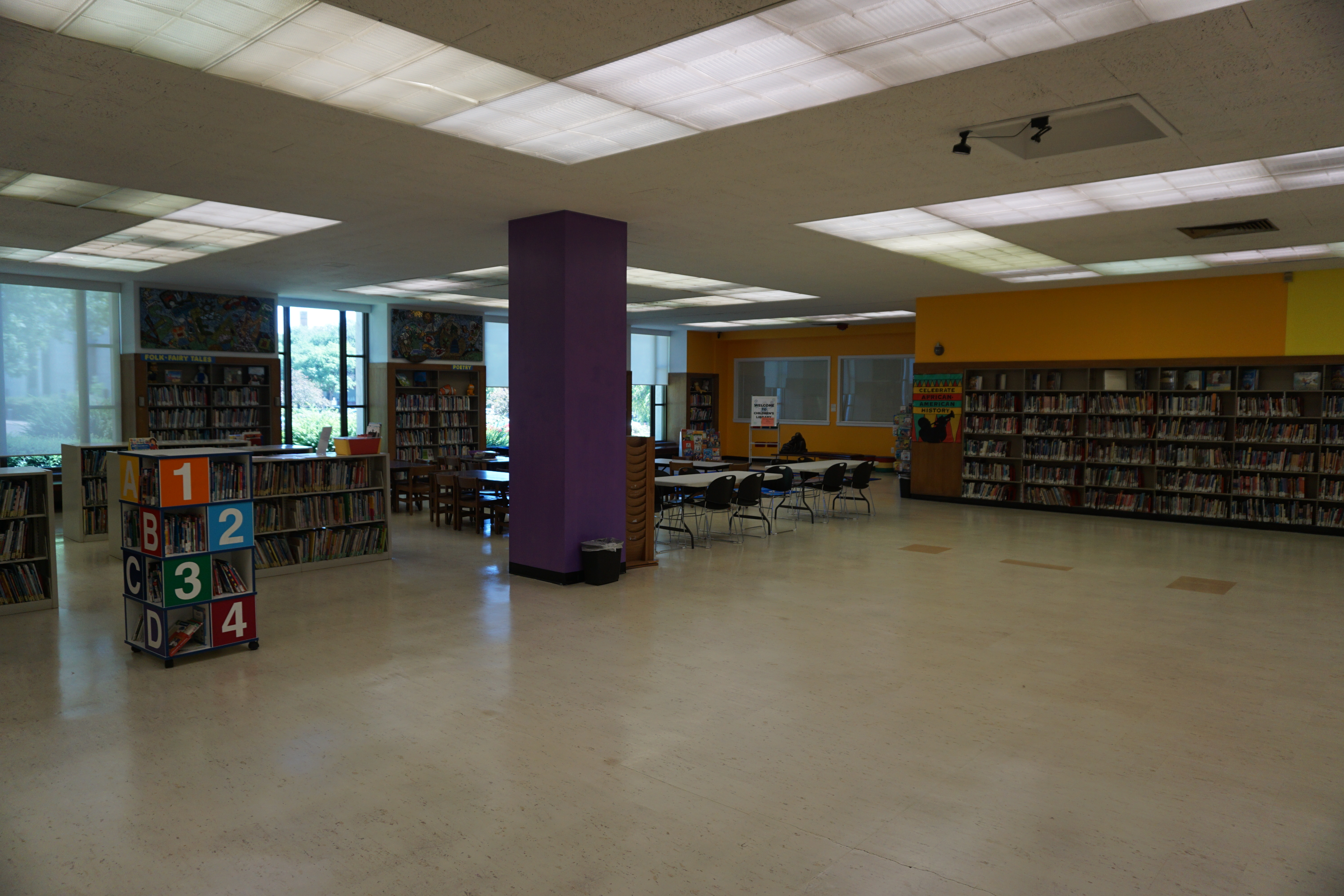
Biblioteca infantil
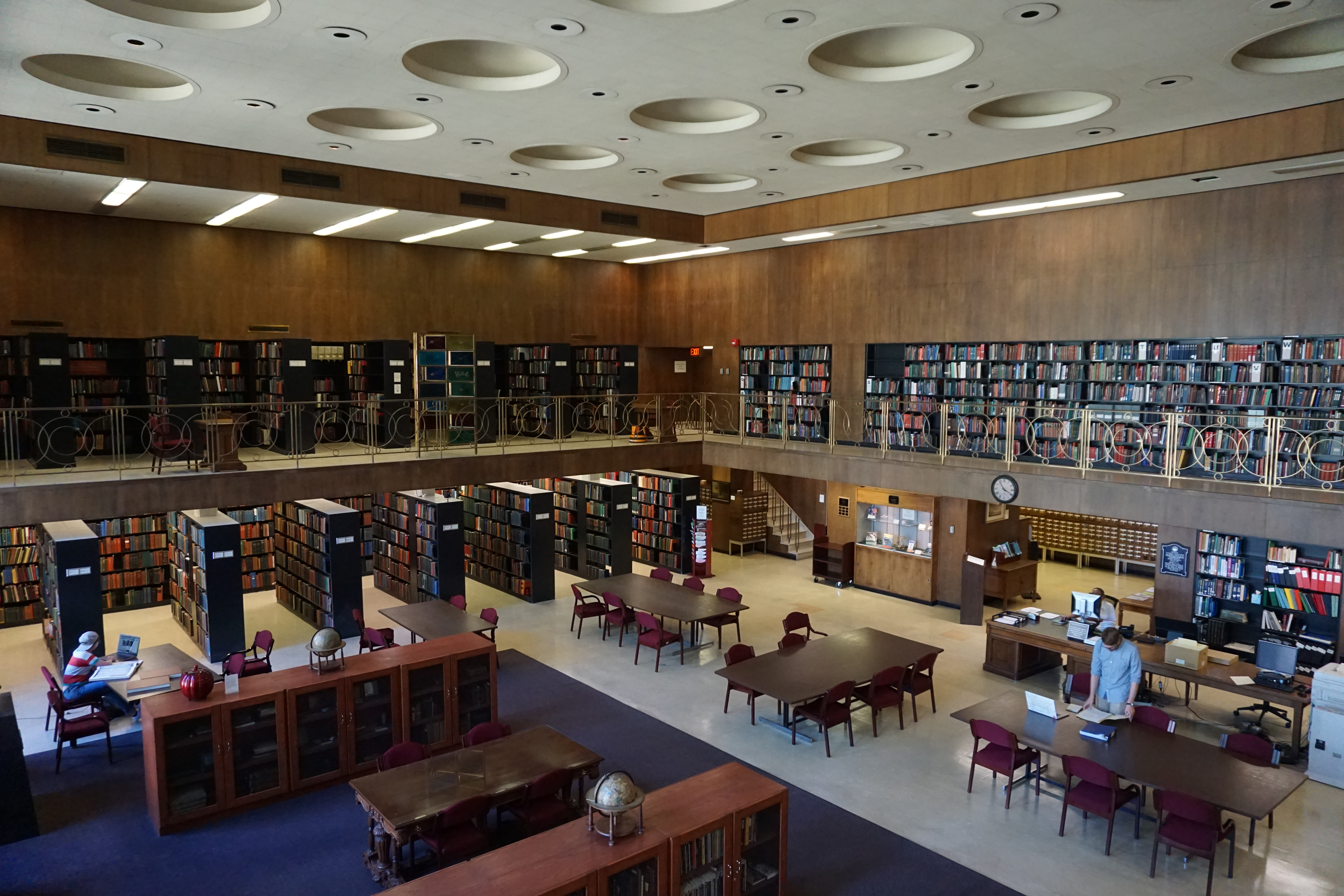
Colección Histórica Burton
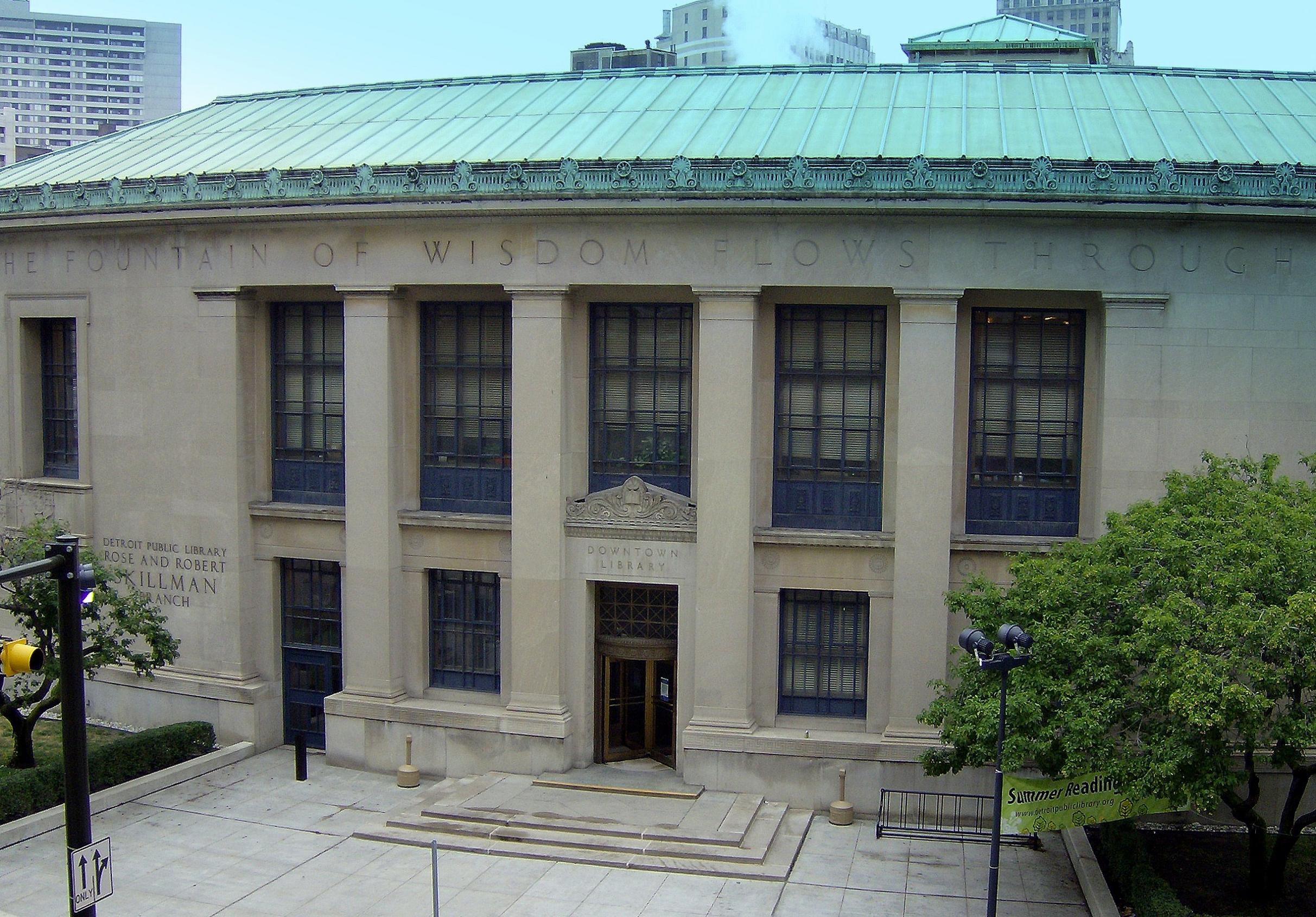
Skillman Branch, inaugurada en 1932 en el sitio de Center Park Branch
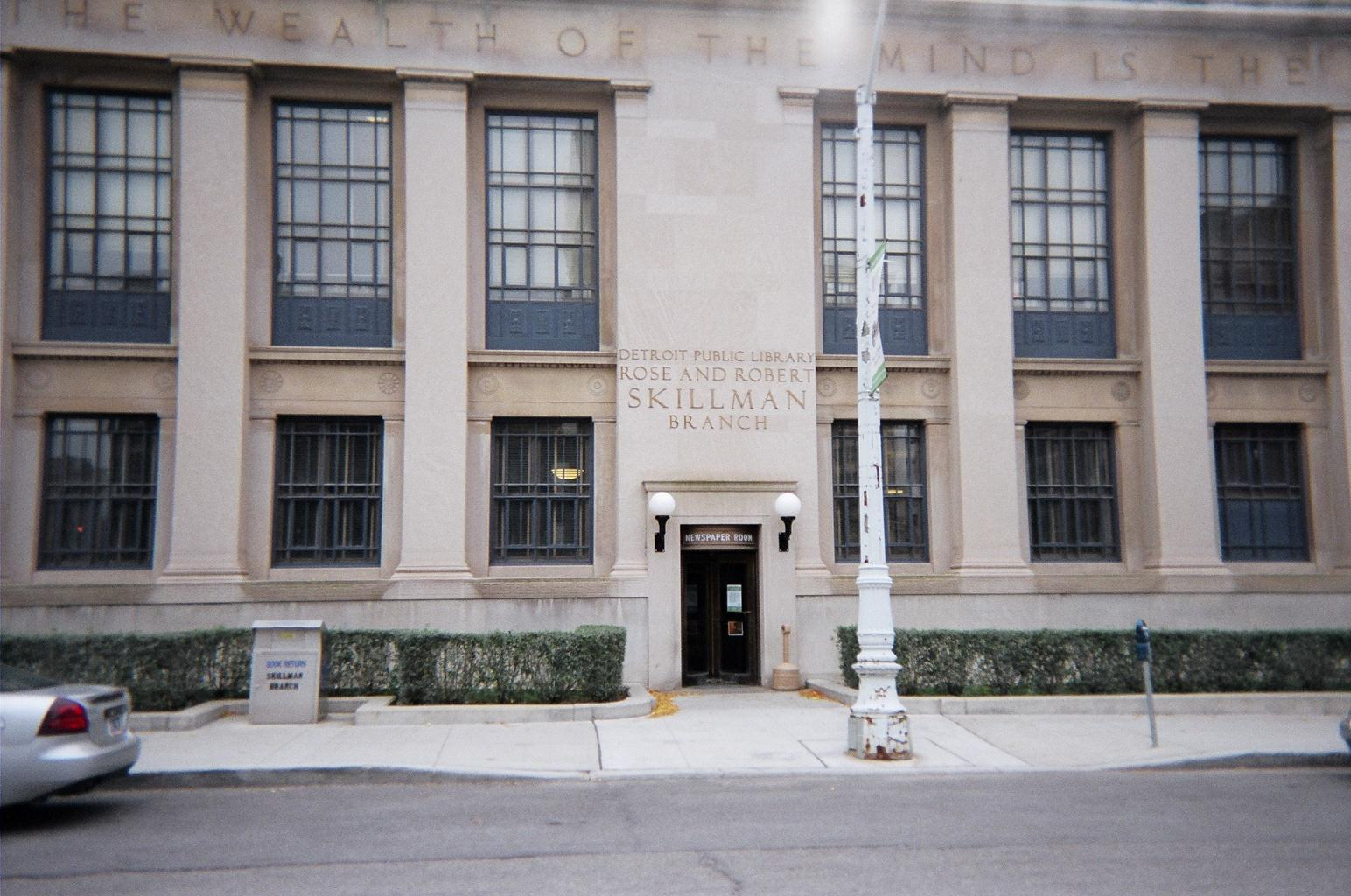
Sucursal Skillman vista desde la acertadamente llamada Library Street
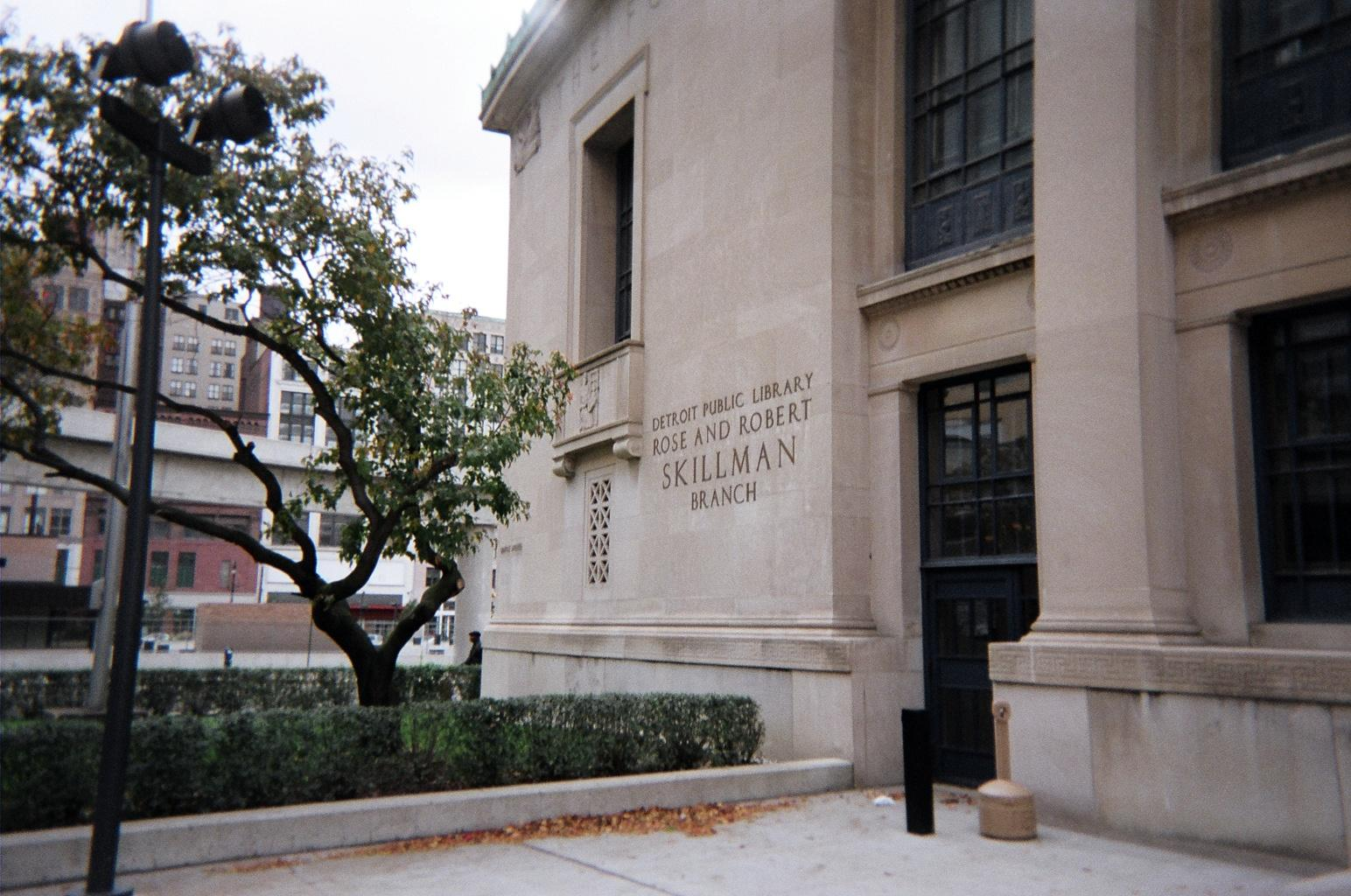
Skillman Branch reabrió en 2006 después de renovaciones